# ぼくもわたしも名探偵
ぼくもわたしも名探偵（ぼくもわたしも めいたんてい）は、1961年10月13日から1964年3月31日までNHK総合で放送されたこども番組である。

## 概要
推理ドラマを出題部分とし、少年少女の豆探偵に解答を求めるこども向けクイズ番組であった。全国各地の少年少女を参加させるため、札幌、仙台、金沢、名古屋、大阪、広島、松山、福岡、熊本との2元中継を行なった。

## 放送時間
NHK総合：火曜 18:00 - 18:30

## 司会
- 草下英明